# Ptychoglene pamphylia
Ptychoglene pamphylia är en fjärilsart som beskrevs av Druce 1889. Ptychoglene pamphylia ingår i släktet Ptychoglene och familjen björnspinnare. Inga underarter finns listade.